# Sportchek

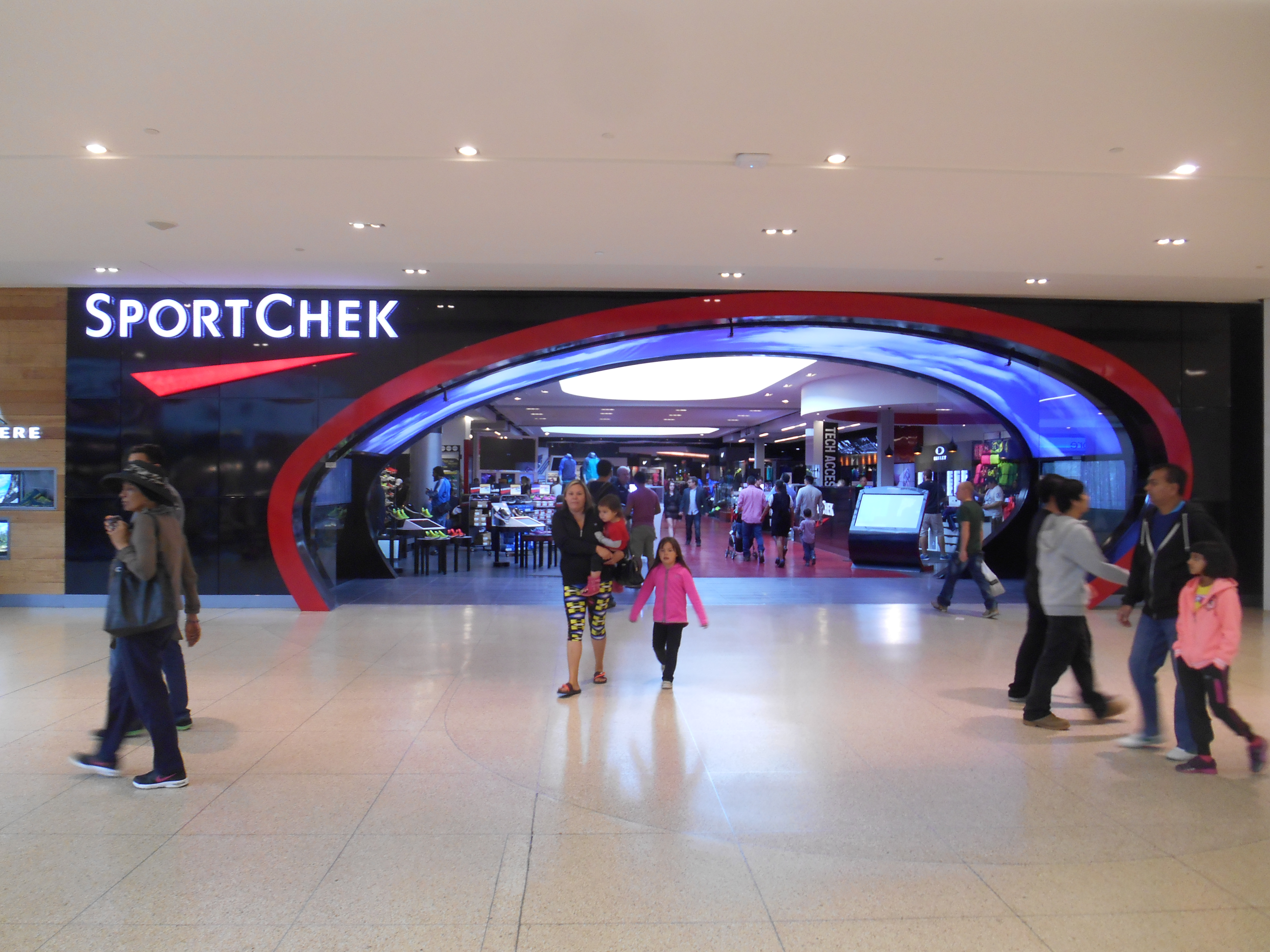
Photo de la devanture d'un magasin Sportcheck.

Sportchek (TSX: FGL) est un détaillant canadien de vêtements sportifs, d'équipements sportifs et de réparation d'équipement, avec plus de 100 magasins répartis sur les provinces canadiennes. Sportschek dirige 201 magasins sous les noms Sport Chek, Sport Mart, Coast Mountain et National Sports. Il est aussi le franchiseur de 160 magasins sous les noms Intersport, RnR, Tech Shop, Econosports et Nevada Bob's. Le groupe Forzani le détient dans son intégralité. Le siège social de l'entreprise est situé à Calgary dans l'Alberta. La franchise québécoise de Sportchek est Sport-Experts-Atmosphere.